# Capra (stolica tytularna)
Capra (łac. Diocesis Caprensis) – stolica historycznej diecezji w Cesarstwie rzymskim w prowincji Mauretania Cezarensis, zlikwidowana w VII w. podczas ekspansji islamskiej, współcześnie w północnej Algierii. Obecnie katolickie biskupstwo tytularne.

## Biskupi tytularni
| Lp. | Biskup                            | Funkcja                                            | Od               | Do                  |
| --- | --------------------------------- | -------------------------------------------------- | ---------------- | ------------------- |
| 1   | Alain Sauveur Ferdinand van Gaver | wikariusz apostolski Nakhon Ratchasima (Tajlandia) | 22 marca 1965    | 18 grudnia 1965     |
| 2   | José Floriberto Cornelis          | emerytowany biskup Lubumbashi (Zair)               | 13 kwietnia 1967 | 13 listopada 1974   |
| 3   | Hieronymus Herculanus Bumbun      | biskup pomocniczy Pontianak (Indonezja)            | 19 grudnia 1975  | 26 lutego 1977      |
| 4   | Anatole Milandou                  | biskup pomocniczy Brazzaville (Kongo)              | 22 lipca 1983    | 3 października 1987 |
| 5   | Camillus Archibong Etokudoh       | biskup pomocniczy Ikot Ekpene (Nigeria)            | 18 stycznia 1988 | 1 września 1989     |
| 6   | Joseph Shipandeni Shikongo        | wikariusz apostolski Rundu (Namibia)               | 14 marca 1994    |                     |